# 挿入語句
挿入語句（そうにゅうごく、Parenthesis, 複数形：parentheses）とは、文章の一節の中に挿入される注釈的・修飾的な語または節、文のことで、必ずしも文法上の接続を持たなくてもよい。通常「( )」（丸括弧）、「–」「—」（ダッシュ）、「,」（コンマ）で囲まれるか区切られることで示される。語源はギリシャ語のπαρένθεσις（「〜と並んで」「場所へ」）。

## 例
- Karl, a great singer, was not a good dancer.
「カール、すばらしい歌手、は、すばらしいダンサーではなかった」。 「,」で区切られた句「a great singer」は、挿入語句でもあり同格でもある。

- A dog (not a cat) is an animal that barks.
「犬（猫ではない）はワンワン吠える動物である」。「( )」で囲まれた「not a cat」が挿入語句である。

- Please, Duncan, come here!
「頼む、ダンカン、こっちに来てくれ!」。「Duncan」は挿入語句であるとともに、呼格でもある。

## 句読点
英語では、丸括弧は「round brackets（curved brackets）」だが、挿入語句と同じ綴りの「parentheses（パーレン）」とも呼ばれる。挿入語句は必ずしも括弧によって囲まれる必要はないが、主に修辞学での丸括弧の使用は、ほとんどの文脈の中で丸括弧に「parentheses」という用語を当てるようにさせた。